# Loxioda inamoena
Loxioda inamoena är en fjärilsart som beskrevs av Nikolai Nikolaievich Filipjev 1925. Loxioda inamoena ingår i släktet Loxioda och familjen nattflyn. Inga underarter finns listade i Catalogue of Life.